# Twentymile River
Der Twentymile River (twentymile river englisch für „Zwanzigmeilen-Fluss“) ist ein etwa 37 Kilometer langer Zufluss des Turnagain Arm östlich von Anchorage im US-Bundesstaat Alaska.

## Flusslauf
Der Twentymile River entspringt auf einer Höhe von etwa 1000 m 26 km nordnordöstlich von Portage in den Chugach Mountains. Er wird von einem kleinen Gletscherfeld gespeist. Der Twentymile River fließt anfangs 11 km in Richtung Südsüdwest. Anschließend fließt er 6 km nach Südosten. Er nimmt einen namenlosen gletschergespeisten Nebenfluss linksseitig auf und wendet sich nach Südwesten. Nach 8,5 km trifft der wasserreiche Glacier River, der Abfluss des Twentymile-Gletschers, von links auf den Twentymile River. Dieser fließt weitere 10,5 km in Richtung Südsüdwest und mündet bei der verlassenen Siedlung Portage in das Ende des Turnagain Arm, eine Seitenbucht des Cook Inlet mit sehr hohem Tidenhub. Etwa einen Kilometer oberhalb der Mündung kreuzen die Alaska Railroad und der Seward Highway den Fluss.

## Hydrologie
Der Twentymile River entwässert ein Areal von etwa 415 km². Im Einzugsgebiet befinden sich mehrere Gletscherflächen, die größte ist die des Twentymile-Gletschers. Der mittlere Abfluss (MQ) 9 km oberhalb der Mündung betrug für den Messzeitraum 2002–2011 43 m³/s. Die höchsten mittleren monatlichen Abflüsse treten gewöhnlich in den Monaten Juni bis August auf mit einem Maximum im Juli mit 101 m³/s.

## Namensgebung
„Twentymile River“ ist offenbar ein lokaler Name des Flusses, der 1898 von Captain Glenn während dessen Alaska-Expedition der US-Armee gemeldet wurde.